# Droga wojewódzka 667
Die Droga wojewódzka 667 (DW 667) ist eine Woiwodschaftsstraße innerhalb der polnischen Woiwodschaft Ermland-Masuren. Auf einer Länge von 27 Kilometern verläuft sie in Nord-Süd-Richtung und verbindet die Regionen Ełk (deutsch Lyck) und Pisz (Johannisburg) miteinander. Auch stellt sie eine Verbindung zwischen der Landesstraße 65 (einstige deutsche Reichsstraße 132) und der Landesstraße 58 her.

## Straßenverlauf der Woiwodschaftsstraße 667
Woiwodschaft Ermland-Masuren:
Powiat Ełcki:
- Nowa Wieś Ełcka (Neuendorf) (→ DK 65)
- Rostki Bajtkowskie (Rostken/Waiblingen)
- Bajtkowo (Baitkowen/Baitenberg)
- Kosinowo (Andreaswalde)

Powiat Piski:
- Monety (Monethen)

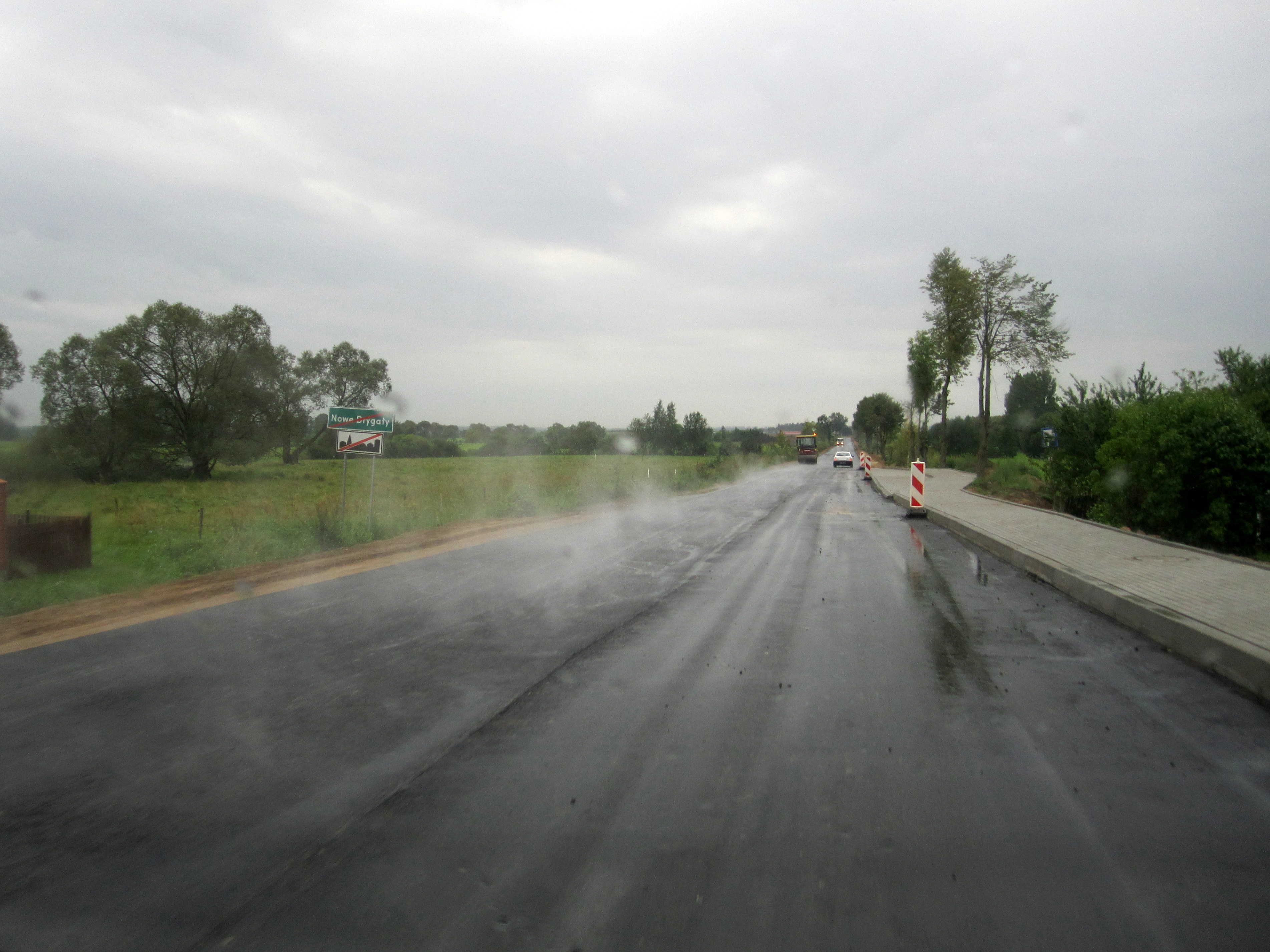
Instandsetzungsarbeiten an der DW 667 bei Nowe Drygały

- Pogorzel Wielka (Groß Pogorzellen/Brennen)
- Drygały (Drygallen/Drigelsdorf)
- Nowe Drygały (Neu Drygallen/Neudrigelsdorf)
- Sulimy (Sulimmen)
- Kolonia Konopki
- Biała Piska (Bialla/Gehlenburg) (→ DK 58)